# Neuer Markt 7 (Stralsund)
Das Haus mit der postalischen Adresse Neuer Markt 7 ist ein denkmalgeschütztes Gebäude im Stralsunder Stadtgebiet Altstadt am Neuen Markt.

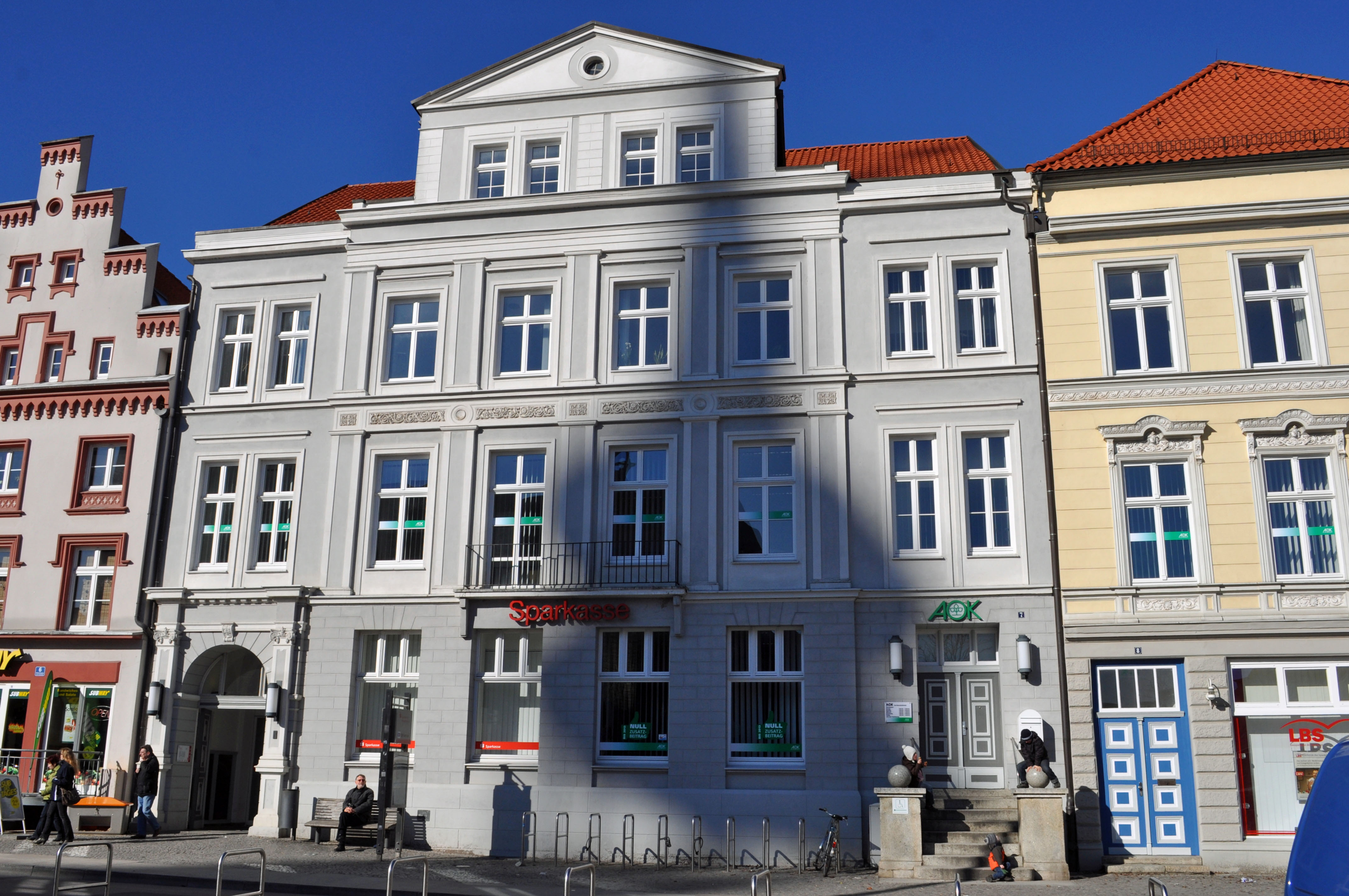
Das Haus Neuer Markt 7 in Stralsund (2012)

Der dreigeschossige und sechsachsige, traufständige Putzbau wurde im Jahr 1907 bei einem Umbau in seine heutige Form gebracht. Im Kern stammt das Haus aus der ersten Hälfte des 18. Jahrhunderts.
Grundsätzlich streng symmetrisch gestaltet, wurde von dieser Symmetrie bei der Gestaltung der beiden Portalen in den Außenachsen abgewichen.
Das Erdgeschoss ist genutet ausgeführt, die oberen Geschosse weisen die vier mittleren Achsen Pilaster und Stuckornamente auf; sie werden durch ein Zwerchhaus bekrönt.
Das Haus liegt im Kerngebiet des von der UNESCO als Weltkulturerbe anerkannten Stadtgebietes des Kulturgutes „Historische Altstädte Stralsund und Wismar“. In die Liste der Baudenkmale in Stralsund ist es mit der Nummer 596 eingetragen.